# Mistrzostwa Azji w Piłce Ręcznej Mężczyzn 2020
Mistrzostwa Azji w Piłce Ręcznej Mężczyzn 2020 – dziewiętnaste mistrzostwa Azji w piłce ręcznej mężczyzn, oficjalny międzynarodowy turniej piłki ręcznej o randze mistrzostw świata organizowany przez AHF mający na celu wyłonienie najlepszej męskiej reprezentacji narodowej Azji. Odbył się w dniach 16–27 stycznia 2020 roku w Kuwejcie. Tytułu zdobytego w 2018 roku broniła reprezentacja Kataru. Mistrzostwa były jednocześnie eliminacjami do MŚ 2021.
Faworyzowane zespoły łatwo awansowały do fazy zasadniczej. Reprezentacja Bahrajnu – triumfatorzy rozegranego trzy miesiące wcześniej turnieju kwalifikacyjnego do IO 2020 – niespodziewanie uległa Japończykom zarówno w niej, jak i w meczu o trzecie miejsce. Dominację na kontynencie potwierdził zaś Katar, w drodze do mistrzowskiego tytułu nie przegrywając meczu, zaś sam pojedynek finałowy wygrywając z Koreą Południową dwunastoma bramkami. Czwórka półfinalistów uzyskała awans do MŚ 2021. Najwięcej bramek w zawodach zdobył reprezentant Nowej Zelandii, Luke Ireland.

## Informacje ogólne
Kuwejt otrzymał prawa do organizacji turnieju na początku lipca 2019 roku
. Losowanie grup odbyło się 2 listopada 2019 roku w As-Salimijja. Trzynaście uczestniczących reprezentacji rywalizowało w pierwszej fazie w ramach czterech grup (trzech trzy- i jednej czterozespołowej) systemem kołowym. Czołowa dwójka z każdej z grup utworzyła następnie dwie czterozespołowe grupy, które ponownie walczyły systemem kołowym o dwa czołowe miejsca premiowane awansem do półfinałów, pięć pozostałych drużyn rywalizowało natomiast o miejsca 9–13.
Mistrzostwa były jednocześnie eliminacjami do MŚ 2021, a kwalifikację na te zawody otrzymać miała czołowa czwórka kontynentalnego czempionatu, ewentualnie też piąta, gdyby w tej piątce znalazła się zespół z Oceanii.
Zawody były transmitowane w Internecie przez stację Kuwait TV.

## Faza grupowa

### Grupa A
| 16 stycznia 202013:00 | Nowa Zelandia | 16:45(8:21) | Bahrajn | Shaikh Saad Al-Abdullah Sports Hall Complex, Kuwejt |
| 16 stycznia 202013:00 |               | 16:45(8:21) |         | Shaikh Saad Al-Abdullah Sports Hall Complex, Kuwejt |

| 17 stycznia 202010:00 | Iran | 53:21(22:11) | Nowa Zelandia | Shaikh Saad Al-Abdullah Sports Hall Complex, Kuwejt |
| 17 stycznia 202010:00 |      | 53:21(22:11) |               | Shaikh Saad Al-Abdullah Sports Hall Complex, Kuwejt |

| 18 stycznia 202013:00 | Bahrajn | 22:20(14:11) | Iran | Shaikh Saad Al-Abdullah Sports Hall Complex, Kuwejt |
| 18 stycznia 202013:00 |         | 22:20(14:11) |      | Shaikh Saad Al-Abdullah Sports Hall Complex, Kuwejt |

### Grupa B
| 16 stycznia 202015:00 | Chiny | 18:49(8:23) | Katar | Shaikh Saad Al-Abdullah Sports Hall Complex, Kuwejt |
| 16 stycznia 202015:00 |       | 18:49(8:23) |       | Shaikh Saad Al-Abdullah Sports Hall Complex, Kuwejt |

| 17 stycznia 202017:00 | Japonia | 39:16(17:9) | Chiny | Shaikh Saad Al-Abdullah Sports Hall Complex, Kuwejt |
| 17 stycznia 202017:00 |         | 39:16(17:9) |       | Shaikh Saad Al-Abdullah Sports Hall Complex, Kuwejt |

| 18 stycznia 202017:00 | Katar | 36:28(16:17) | Japonia | Shaikh Saad Al-Abdullah Sports Hall Complex, Kuwejt |
| 18 stycznia 202017:00 |       | 36:28(16:17) |         | Shaikh Saad Al-Abdullah Sports Hall Complex, Kuwejt |

### Grupa C
| 16 stycznia 202017:00 | Australia | 20:40(7:24) | Korea Południowa | Shaikh Saad Al-Abdullah Sports Hall Complex, Kuwejt |
| 16 stycznia 202017:00 |           | 20:40(7:24) |                  | Shaikh Saad Al-Abdullah Sports Hall Complex, Kuwejt |

| 17 stycznia 202015:00 | Arabia Saudyjska | 37:15(19:8) | Australia | Shaikh Saad Al-Abdullah Sports Hall Complex, Kuwejt |
| 17 stycznia 202015:00 |                  | 37:15(19:8) |           | Shaikh Saad Al-Abdullah Sports Hall Complex, Kuwejt |

| 18 stycznia 202011:00 | Korea Południowa | 27:29(15:13) | Arabia Saudyjska | Shaikh Saad Al-Abdullah Sports Hall Complex, Kuwejt |
| 18 stycznia 202011:00 |                  | 27:29(15:13) |                  | Shaikh Saad Al-Abdullah Sports Hall Complex, Kuwejt |

### Grupa D
| 16 stycznia 202011:00 | Hongkong | 11:38(4:21) | Zjednoczone Emiraty Arabskie | Shaikh Saad Al-Abdullah Sports Hall Complex, Kuwejt |
| 16 stycznia 202011:00 |          | 11:38(4:21) |                              | Shaikh Saad Al-Abdullah Sports Hall Complex, Kuwejt |

| 16 stycznia 202020:00 | Irak | 22:25(11:13) | Kuwejt | Shaikh Saad Al-Abdullah Sports Hall Complex, Kuwejt |
| 16 stycznia 202020:00 |      | 22:25(11:13) |        | Shaikh Saad Al-Abdullah Sports Hall Complex, Kuwejt |

| 17 stycznia 202017:00 | Irak | 19:20(8:10) | Zjednoczone Emiraty Arabskie | Shaikh Saad Al-Abdullah Sports Hall Complex, Kuwejt |
| 17 stycznia 202017:00 |      | 19:20(8:10) |                              | Shaikh Saad Al-Abdullah Sports Hall Complex, Kuwejt |

| 17 stycznia 202019:00 | Hongkong | 18:42(11:18) | Kuwejt | Shaikh Saad Al-Abdullah Sports Hall Complex, Kuwejt |
| 17 stycznia 202019:00 |          | 18:42(11:18) |        | Shaikh Saad Al-Abdullah Sports Hall Complex, Kuwejt |

| 18 stycznia 202015:00 | Hongkong | 22:43(9:24) | Irak | Shaikh Saad Al-Abdullah Sports Hall Complex, Kuwejt |
| 18 stycznia 202015:00 |          | 22:43(9:24) |      | Shaikh Saad Al-Abdullah Sports Hall Complex, Kuwejt |

| 18 stycznia 202019:00 | Kuwejt | 20:17(11:10) | Zjednoczone Emiraty Arabskie | Shaikh Saad Al-Abdullah Sports Hall Complex, Kuwejt |
| 18 stycznia 202019:00 |        | 20:17(11:10) |                              | Shaikh Saad Al-Abdullah Sports Hall Complex, Kuwejt |

## Faza zasadnicza

### Mecze o miejsca 1–8
Grupa 1
| 20 stycznia 202014:00 | Zjednoczone Emiraty Arabskie | 18:29(9:15) | Bahrajn | Shaikh Saad Al-Abdullah Sports Hall Complex, Kuwejt |
| 20 stycznia 202014:00 |                              | 18:29(9:15) |         | Shaikh Saad Al-Abdullah Sports Hall Complex, Kuwejt |

| 20 stycznia 202016:00 | Arabia Saudyjska | 22:30(10:16) | Japonia | Shaikh Saad Al-Abdullah Sports Hall Complex, Kuwejt |
| 20 stycznia 202016:00 |                  | 22:30(10:16) |         | Shaikh Saad Al-Abdullah Sports Hall Complex, Kuwejt |

| 21 stycznia 202014:00 | Bahrajn | 23:25(11:10) | Japonia | Shaikh Saad Al-Abdullah Sports Hall Complex, Kuwejt |
| 21 stycznia 202014:00 |         | 23:25(11:10) |         | Shaikh Saad Al-Abdullah Sports Hall Complex, Kuwejt |

| 21 stycznia 202016:00 | Zjednoczone Emiraty Arabskie | 23:20(14:10) | Arabia Saudyjska | Shaikh Saad Al-Abdullah Sports Hall Complex, Kuwejt |
| 21 stycznia 202016:00 |                              | 23:20(14:10) |                  | Shaikh Saad Al-Abdullah Sports Hall Complex, Kuwejt |

| 23 stycznia 202014:00 | Japonia | 31:19(18:13) | Zjednoczone Emiraty Arabskie | Shaikh Saad Al-Abdullah Sports Hall Complex, Kuwejt |
| 23 stycznia 202014:00 |         | 31:19(18:13) |                              | Shaikh Saad Al-Abdullah Sports Hall Complex, Kuwejt |

| 23 stycznia 202016:00 | Bahrajn | 18:17(10:6) | Arabia Saudyjska | Shaikh Saad Al-Abdullah Sports Hall Complex, Kuwejt |
| 23 stycznia 202016:00 |         | 18:17(10:6) |                  | Shaikh Saad Al-Abdullah Sports Hall Complex, Kuwejt |

Grupa 2
| 20 stycznia 202018:00 | Korea Południowa | 27:34(13:18) | Katar | Shaikh Saad Al-Abdullah Sports Hall Complex, Kuwejt |
| 20 stycznia 202018:00 |                  | 27:34(13:18) |       | Shaikh Saad Al-Abdullah Sports Hall Complex, Kuwejt |

| 20 stycznia 202020:00 | Kuwejt | 24:28(13:13) | Iran | Shaikh Saad Al-Abdullah Sports Hall Complex, Kuwejt |
| 20 stycznia 202020:00 |        | 24:28(13:13) |      | Shaikh Saad Al-Abdullah Sports Hall Complex, Kuwejt |

| 21 stycznia 202018:00 | Iran | 25:31(13:11) | Katar | Shaikh Saad Al-Abdullah Sports Hall Complex, Kuwejt |
| 21 stycznia 202018:00 |      | 25:31(13:11) |       | Shaikh Saad Al-Abdullah Sports Hall Complex, Kuwejt |

| 21 stycznia 202020:00 | Kuwejt | 27:34(12:17) | Korea Południowa | Shaikh Saad Al-Abdullah Sports Hall Complex, Kuwejt |
| 21 stycznia 202020:00 |        | 27:34(12:17) |                  | Shaikh Saad Al-Abdullah Sports Hall Complex, Kuwejt |

| 23 stycznia 202018:00 | Iran | 24:24(14:11) | Korea Południowa | Shaikh Saad Al-Abdullah Sports Hall Complex, Kuwejt |
| 23 stycznia 202018:00 |      | 24:24(14:11) |                  | Shaikh Saad Al-Abdullah Sports Hall Complex, Kuwejt |

| 23 stycznia 202020:00 | Katar | 29:23(13:14) | Kuwejt | Shaikh Saad Al-Abdullah Sports Hall Complex, Kuwejt |
| 23 stycznia 202020:00 |       | 29:23(13:14) |        | Shaikh Saad Al-Abdullah Sports Hall Complex, Kuwejt |

### Mecze o miejsca 9–13
Grupa 3
| 20 stycznia 202010:00 | Irak | 38:31(17:13) | Chiny | Shaikh Saad Al-Abdullah Sports Hall Complex, Kuwejt |
| 20 stycznia 202010:00 |      | 38:31(17:13) |       | Shaikh Saad Al-Abdullah Sports Hall Complex, Kuwejt |

| 20 stycznia 202012:00 | Hongkong | 34:30(17:9) | Nowa Zelandia | Shaikh Saad Al-Abdullah Sports Hall Complex, Kuwejt |
| 20 stycznia 202012:00 |          | 34:30(17:9) |               | Shaikh Saad Al-Abdullah Sports Hall Complex, Kuwejt |

| 21 stycznia 202010:00 | Australia | 26:31(15:18) | Irak | Shaikh Saad Al-Abdullah Sports Hall Complex, Kuwejt |
| 21 stycznia 202010:00 |           | 26:31(15:18) |      | Shaikh Saad Al-Abdullah Sports Hall Complex, Kuwejt |

| 21 stycznia 202012:00 | Chiny | 27:32(16:15) | Hongkong | Shaikh Saad Al-Abdullah Sports Hall Complex, Kuwejt |
| 21 stycznia 202012:00 |       | 27:32(16:15) |          | Shaikh Saad Al-Abdullah Sports Hall Complex, Kuwejt |

| 23 stycznia 202010:00 | Australia | 25:28(13:14) | Chiny | Shaikh Saad Al-Abdullah Sports Hall Complex, Kuwejt |
| 23 stycznia 202010:00 |           | 25:28(13:14) |       | Shaikh Saad Al-Abdullah Sports Hall Complex, Kuwejt |

| 23 stycznia 202012:00 | Irak | 42:29(22:13) | Nowa Zelandia | Shaikh Saad Al-Abdullah Sports Hall Complex, Kuwejt |
| 23 stycznia 202012:00 |      | 42:29(22:13) |               | Shaikh Saad Al-Abdullah Sports Hall Complex, Kuwejt |

| 25 stycznia 202010:00 | Hongkong | 25:42(13:25) | Irak | Shaikh Saad Al-Abdullah Sports Hall Complex, Kuwejt |
| 25 stycznia 202010:00 |          | 25:42(13:25) |      | Shaikh Saad Al-Abdullah Sports Hall Complex, Kuwejt |

| 25 stycznia 202012:00 | Australia | 37:24(19:10) | Nowa Zelandia | Shaikh Saad Al-Abdullah Sports Hall Complex, Kuwejt |
| 25 stycznia 202012:00 |           | 37:24(19:10) |               | Shaikh Saad Al-Abdullah Sports Hall Complex, Kuwejt |

| 26 stycznia 202015:00 | Hongkong | 23:17(11:9) | Australia | Shaikh Saad Al-Abdullah Sports Hall Complex, Kuwejt |
| 26 stycznia 202015:00 |          | 23:17(11:9) |           | Shaikh Saad Al-Abdullah Sports Hall Complex, Kuwejt |

| 26 stycznia 202017:00 | Nowa Zelandia | 28:41(15:18) | Chiny | Shaikh Saad Al-Abdullah Sports Hall Complex, Kuwejt |
| 26 stycznia 202017:00 |               | 28:41(15:18) |       | Shaikh Saad Al-Abdullah Sports Hall Complex, Kuwejt |

## Faza pucharowa

### Mecze o miejsca 1–4
|  |                  |                  |           |                   |    |                  |                  |       |
|  | Półfinały        | Półfinały        | Półfinały |                   |    | Finał            | Finał            | Finał |
|  | Półfinały        | Półfinały        | Półfinały |                   |    | Finał            | Finał            | Finał |
|  | 25 stycznia 2020 |                  |           |                   |    |                  |                  |       |
|  |                  |                  |           |                   |    |                  |                  |       |
|  | Japonia          | Japonia          | 32        |                   |    |                  |                  |       |
|  | Japonia          | Japonia          | 32        | 27 stycznia 2020  |    |                  |                  |       |
|  | Korea Południowa | Korea Południowa | 34        |                   |    |                  |                  |       |
|  | Korea Południowa | Korea Południowa | 34        |                   |    | Korea Południowa | Korea Południowa | 21    |
|  | 25 stycznia 2020 |                  |           |                   |    | Korea Południowa | Korea Południowa | 21    |
|  |                  |                  | Katar     | Katar             | 33 |                  |                  |       |
|  | Katar            | Katar            | Katar     | Katar             | 33 | 28               |                  |       |
|  | Katar            | Katar            |           |                   |    |                  |                  |       |
|  | Bahrajn          | Bahrajn          | 24        |                   |    |                  |                  |       |
|  | Bahrajn          | Bahrajn          | 24        | Mecz o 3. miejsce |    |                  |                  |       |
|  |                  |                  |           |                   |    |                  |                  |       |
|  | 27 stycznia 2020 |                  |           |                   |    |                  |                  |       |
|  |                  |                  |           |                   |    |                  |                  |       |
|  | Japonia          | Japonia          | 27        |                   |    |                  |                  |       |
|  | Japonia          | Japonia          | 27        |                   |    |                  |                  |       |
|  | Bahrajn          | Bahrajn          | 26        |                   |    |                  |                  |       |
|  | Bahrajn          | Bahrajn          | 26        |                   |    |                  |                  |       |

| 25 stycznia 202018:00 | Japonia | 32:34(19:16) | Korea Południowa | Shaikh Saad Al-Abdullah Sports Hall Complex, Kuwejt |
| 25 stycznia 202018:00 |         | 32:34(19:16) |                  | Shaikh Saad Al-Abdullah Sports Hall Complex, Kuwejt |

| 25 stycznia 202020:00 | Katar | 28:24(14:11) | Bahrajn | Shaikh Saad Al-Abdullah Sports Hall Complex, Kuwejt |
| 25 stycznia 202020:00 |       | 28:24(14:11) |         | Shaikh Saad Al-Abdullah Sports Hall Complex, Kuwejt |

| 27 stycznia 202018:30 | Korea Południowa | 21:33(11:14) | Katar | Shaikh Saad Al-Abdullah Sports Hall Complex, Kuwejt |
| 27 stycznia 202018:30 |                  | 21:33(11:14) |       | Shaikh Saad Al-Abdullah Sports Hall Complex, Kuwejt |

| 27 stycznia 202016:30 | Japonia | 27:26(14:15) | Bahrajn | Shaikh Saad Al-Abdullah Sports Hall Complex, Kuwejt |
| 27 stycznia 202016:30 |         | 27:26(14:15) |         | Shaikh Saad Al-Abdullah Sports Hall Complex, Kuwejt |

### Mecz o miejsca 5–6
| 25 stycznia 202016:00 | Zjednoczone Emiraty Arabskie | 29:26(13:14) | Iran | Shaikh Saad Al-Abdullah Sports Hall Complex, Kuwejt |
| 25 stycznia 202016:00 |                              | 29:26(13:14) |      | Shaikh Saad Al-Abdullah Sports Hall Complex, Kuwejt |

### Mecz o miejsca 7–8
| 25 stycznia 202014:00 | Arabia Saudyjska | 24:19(12:7) | Kuwejt | Shaikh Saad Al-Abdullah Sports Hall Complex, Kuwejt |
| 25 stycznia 202014:00 |                  | 24:19(12:7) |        | Shaikh Saad Al-Abdullah Sports Hall Complex, Kuwejt |

## Klasyfikacja końcowa
| Miejsce | Reprezentacja                | Uwagi          |
| ------- | ---------------------------- | -------------- |
| złoto   | Katar                        | awans: MŚ 2021 |
| srebro  | Korea Południowa             | awans: MŚ 2021 |
| brąz    | Japonia                      | awans: MŚ 2021 |
| 4       | Bahrajn                      | awans: MŚ 2021 |
| 5       | Zjednoczone Emiraty Arabskie | -              |
| 6       | Iran                         | -              |
| 7       | Arabia Saudyjska             | -              |
| 8       | Kuwejt                       | -              |
| 9       | Irak                         | -              |
| 10      | Hongkong                     | -              |
| 11      | Chiny                        | -              |
| 12      | Australia                    | -              |
| 13      | Nowa Zelandia                | -              |

## Nagrody indywidualne
Nagrody indywidualne otrzymali:
| MVP         | Najlepszy bramkarz | Najlepszy lewoskrzydłowy | Najlepszy lewy rozgrywający | Najlepszy środkowy rozgrywający | Najlepszy prawy rozgrywający | Najlepszy prawoskrzydłowy | Najlepszy obrotowy |
| ----------- | ------------------ | ------------------------ | --------------------------- | ------------------------------- | ---------------------------- | ------------------------- | ------------------ |
| Yuto Agarie | Mohamed Ali        | Remi Anri Doi            | Frankis Marzo               | Ahmed Al-Maqabi                 | Ha Tae-hyun                  | Saleh Ali                 | Youssef Ali        |